# براسلين
جزيرة براسلين Praslin هي ثاني جزر سيشل من حيث المساحة بعد جزيرة ماهيه ، وتقع في المحيط الهندي في شرق أفريقيا. يبلغ عدد سكان جزيرة براسلين 6,500 نسمة. وهي تقع على بعد 45 كيلومتر شمال شرق الجزيرة الرئيسية ماهيه وتقيس 10 كيلومتر طولا و 3.7 كيلومتر عرضا. أما استكشاف الجزيرة بالسيارة فيستغرق حوالي ساعتين.
فيها فالي دي ماي الشهيرة، وهي إحدى مواقع التراث العالمي لليونسكو. تتميز الجزيرة بالشواطئ رائعة حقا مثل آنس لاتسيو وآنس جورجيت، وكلاهما يظهر على أجمل 10 شواطئ في العالم على مدى العقد الماضي.
هي نقطة هامة للسياحة في سيشيل، والحفاظ على تقاليد الضيافة ضمن مجموعة واسعة من أماكن الإقامة. الجزيرة هي أيضا قاعدة للرحلات إلى الجزر المجاورة، وتعبر عليها الكثير من السفن السياحية وعل الأحص من أوروبا. توجد على الجزيرة أنواع نادرة من النباتات والحيوانات المستوطنة.
تتميز بشواطئها الخلابة وفنادقها ومنتجعاتها المريحة التي توفر قدرًا كبيرًا من الخصوصية. يذكر أن العديد من الطيور النادرة للغاية التي من بينها بلبل سيشيل والببغاء الأسود كما يعشق الغواصون مشاهدة الشعب المرجانية القديمة التي تزين شواطئ براسلين.

## صور من براسلين

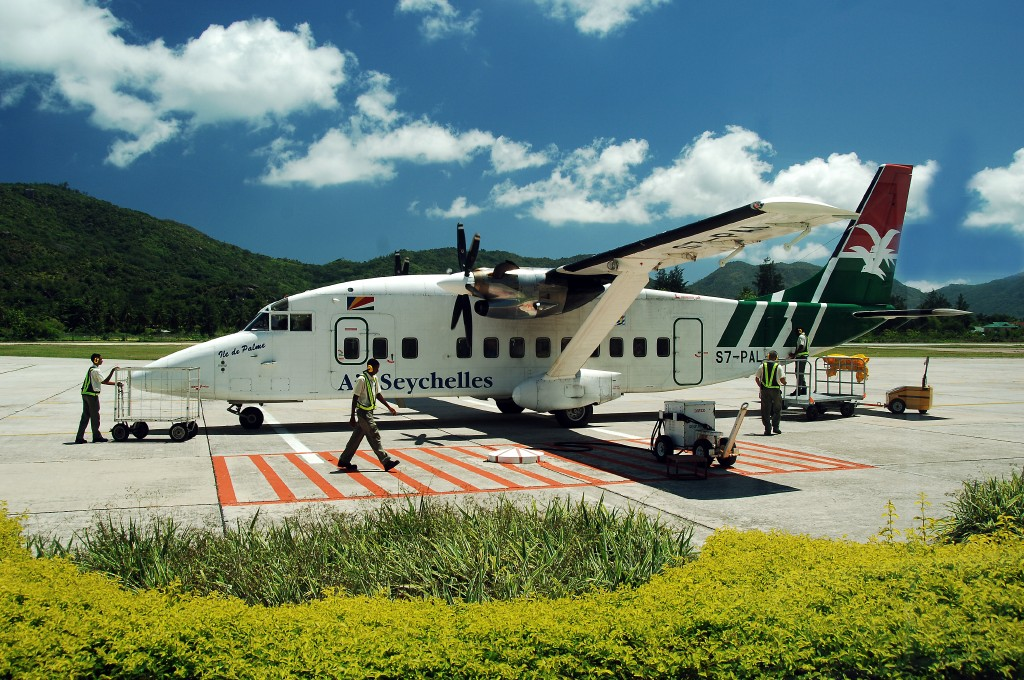
مطار براسلين
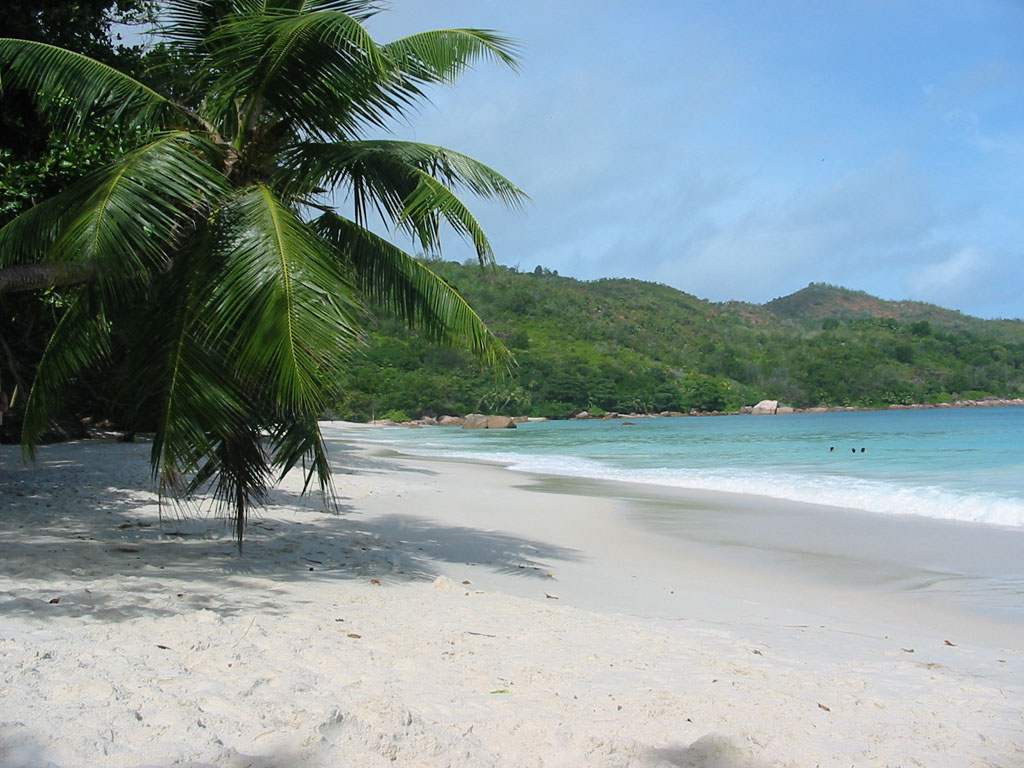
شاطيء براسلين
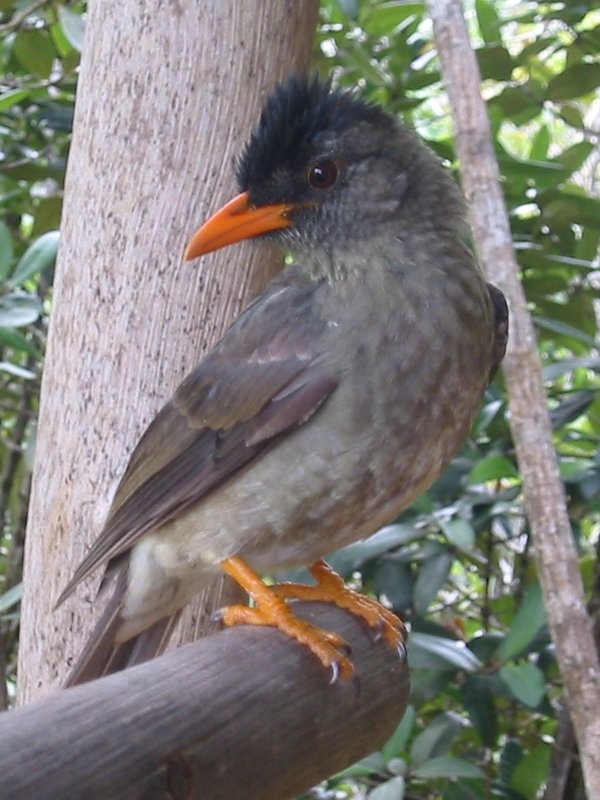
بلبل سيشيل في براسلين

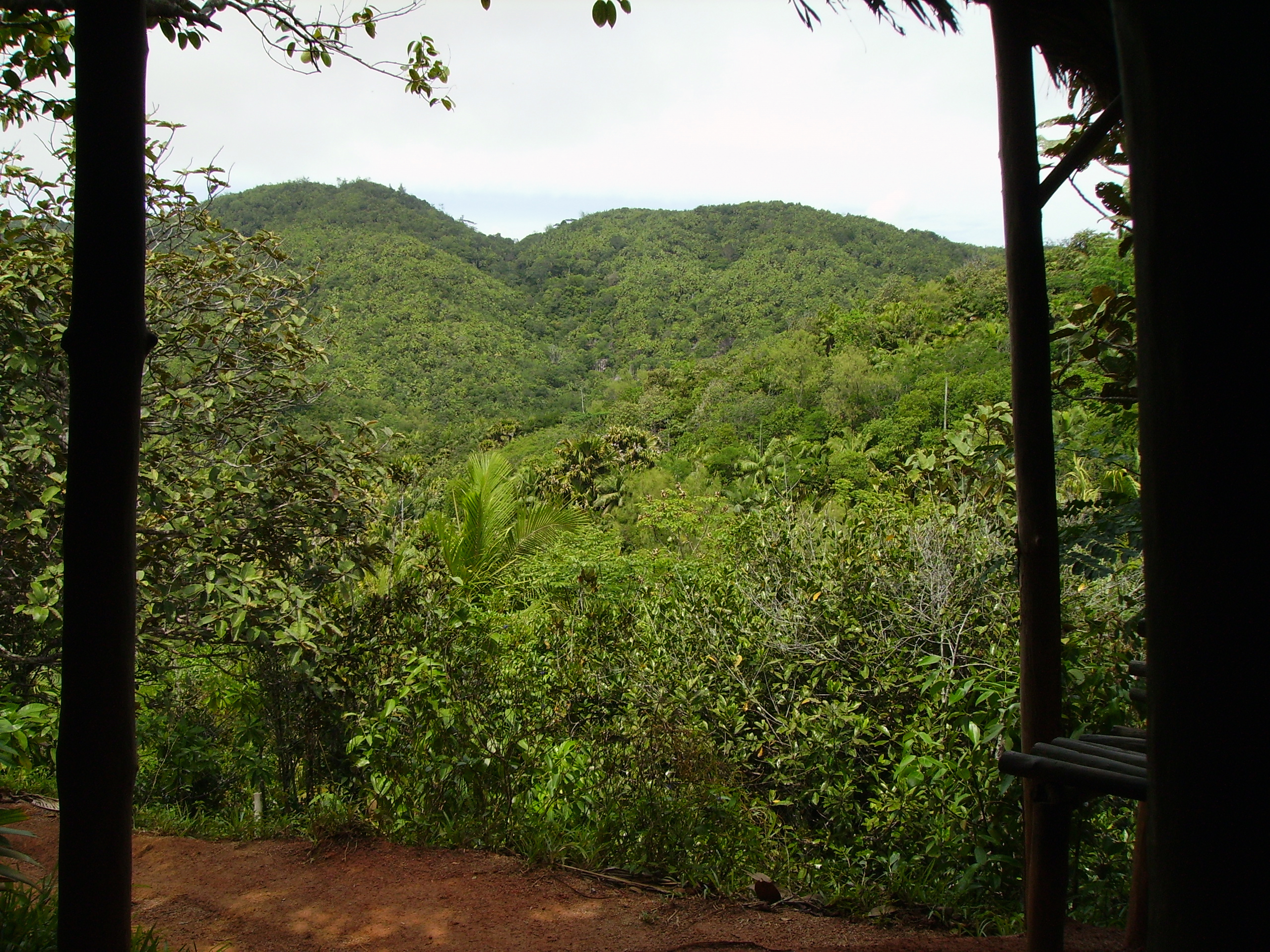
فالي دي ماي في جزيرة براسلين
خريطة براسلين وموقع منتزه فالي دي ماي الوطني (أنقر لتكبير الصورة)
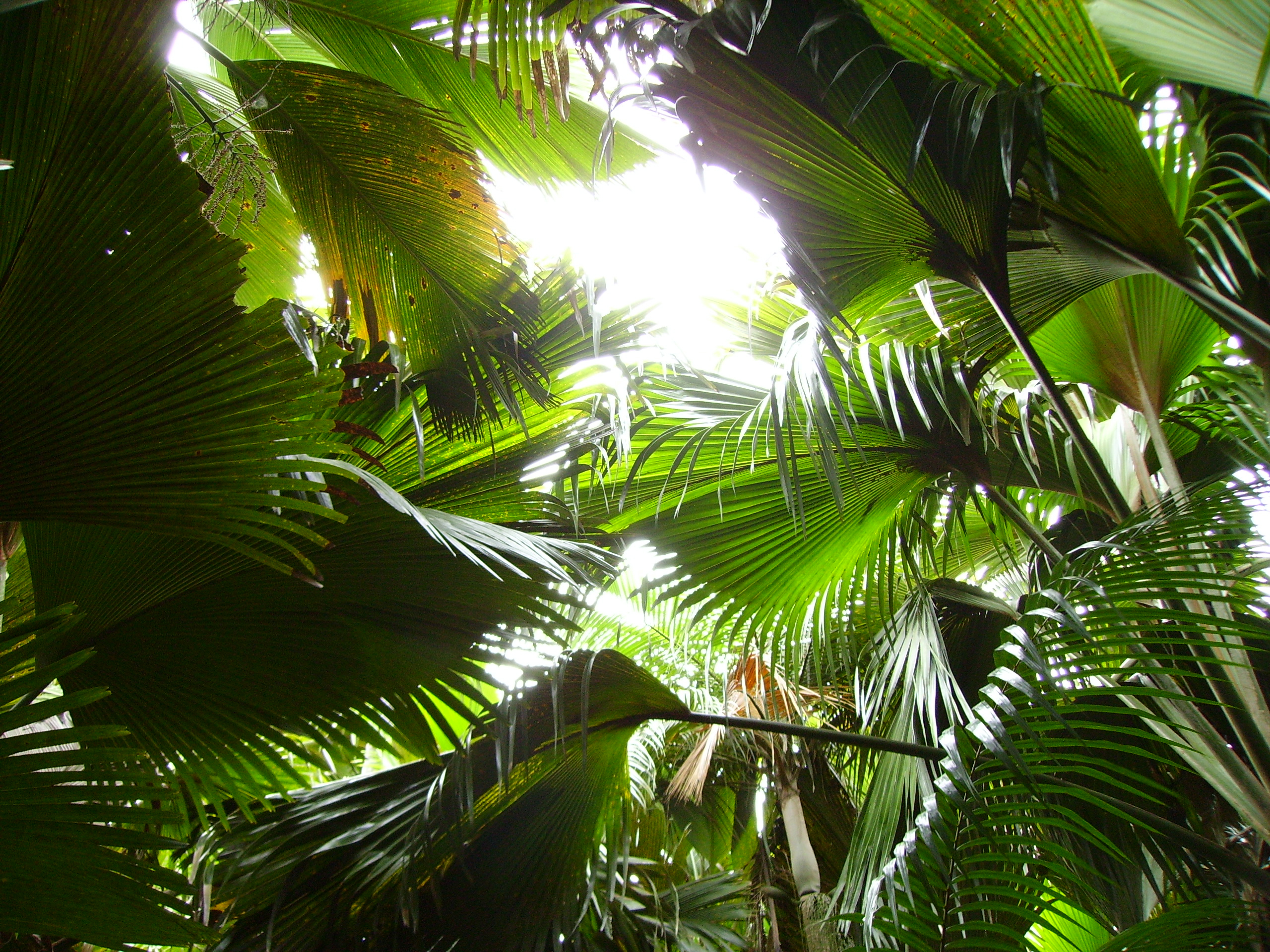
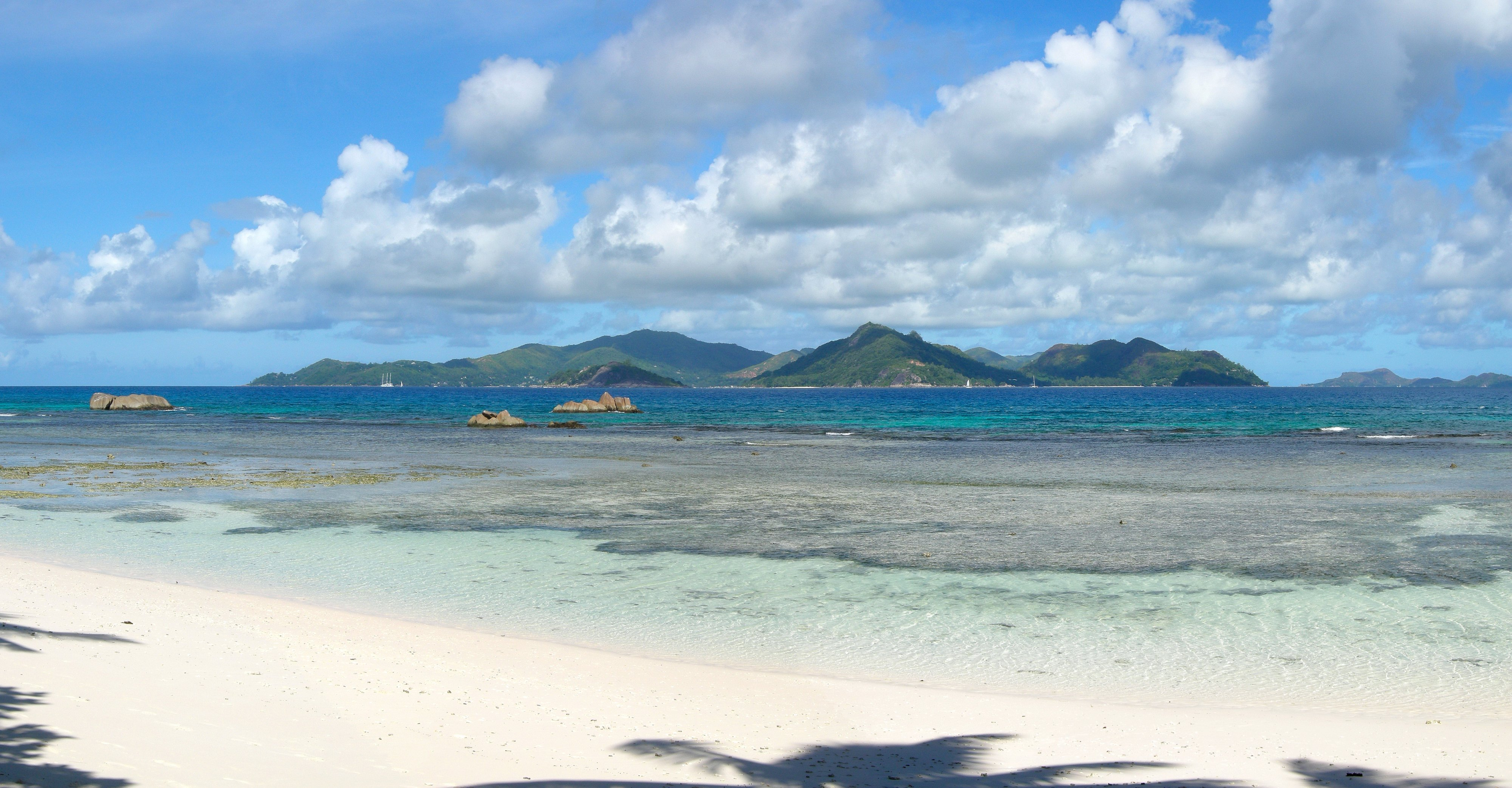
براسلين كما ترى من لا ديغو

## اقرأ أيضا
- سيشل
- لا ديغو